# Thomas Wright
Thomas Wright, angleški starinoslovec in pisatelj, * 21. april 1810, pri Ludlowu, grofija, Shropshire, Anglija, † 23. december 1877, Chelsea, London.

## Življenjepis
Wright je bil potomec kvekerske družine, ki je prej živela v Bradfordu, Yorkshire. Šolal se je na stari klasični gimnaziji (grammar school) v Ludlowu in na Kolidžu Trinity (Trinity College) v Cambridgeu, kjer je diplomiral leta 1834. Med študijem v Cambdridgeu je pisal za Gentleman's Magazine in druge revije. Leta 1835 je odšel v London, kjer se je posvetil delu v književnosti.
Najprej je izdal delo Zgodnje angleško pesništvo v gotskih črkah, s predgovorom in opombami (Early English Poetry in Black Letter, with Prefaces and Notes) (1836, 4 knjige. 12mo). To delo je v naslednjih štiridesetih letih izšlo še velikokrat. Wright je pomagal ustanoviti Britansko arheološko združenje (British Archaeological Association) (1843) in društva Percy, Camden in Shakespeare. Leta 1842 so ga izbrali za dopisnega člana Académie des Inscriptions et Belles Lettres iz Pariza. Postal je član Starinoslovskega združenja (Society of Antiquaries of London) kot tudi član mnogih drugih britanskih in tujih znanstvenih ustanov.
Leta 1859 je nadzoroval izkopavanja rimskega mesta Uriconium (Wroxeter) pri Shrewsburyju in napisal poročilo. Njegov portret je od 1. oktobra 1859 razstavljen v Drawing Room Portrait Gallery.
Wright je bil odličen učenjak, vendar se ga bodo v glavnem spominjali kot pridnega starinoslovca in urednika mnogih zgodovinskih ostankov srednjega veka.

## Glavna dela
- Kraljica Elizabeta in njen čas, zbirka izvirnih pisem (Queen Elizabeth and her Times, a Series of Original Letters) (1838, 2. knjigi)
- Reliquiae antiquae (1839–1843, ponovno 1845, 2. knjigi), urednik JO Halliwell-Phillipps
- W. Mapesove Latinske pesmi (Latin Poems) (1841, 4to, Društvo Camden)
- Politične balade in hvalospevi (Political Ballads and Carols), izdalo Društvo Percy (1841)
- Priljubljene razprave o znanosti (Popular Treatises on Science) (1841)
- Zgodovina Ludlowa (History of Ludlow) (1841, itd.; ponovno 1852)
- Zbirka latinskih zgodb (Collection of Latin Stories) (1842, Društvo Percy)
- Videnje in prepričanje Piersa Ploughmana (The Vision and Creed of Piers Ploughman) (1842, 2. knjigi; 2. izdaja, 1855)
- Biographia literaria, vol. i. Anglo-saško obdobje (Anglo-Saxon Period) (1842), vol. ii. Anglo-normansko ondobje (Anglo-Norman Period) (1846)
- Chesterjeve igre (The Chester Plays) (1843–1847, 2. knjigi, Društvo Shakespeare)
- Vice Svetega Patricka (St Patrick's Purgatory) (1844)
- Anecdota literaria (1844)
- Arheološki album (Archaeological Album) (1845,410)
- Eseji povezani z Anglijo v srednjem veku (Essays connected with England in the Middle Ages) (1846, 2. knjigi)
- Chaucerjeve Canterburyjske zgodbe (Chauser's Canterbury Tales) (1847–1851, Društvo Percy), novo besedilo z opombami, natisnjeno v 1. knjigi (1853 in 1867)
- Zgodnja potovanja v Palestino (Early Travels in Palestine) (1848, Bohn's Antiq. Lib.)
- Anglija pod Hanoversko hišo (England under the House of Hanover) (1848, 2. knjigi, več izdaj, ponatisnjenih 1868 kot Smešna zgodovina Jurijev (Caricature History of the Georges))
- Mapes, De nugis curialium (1850, 4to, Društvo Camden)
- Metrična kronika Geoffreya Gaimarja (Geoffrey Gaimar's Metrical Chronicle) (1850, Društvo Caxton)
- Pripovedništva čarovništva in čarodejstva (Narratives of Sorcery and Magic) (1851, 2. knjigi)
- Kelti, Rimljani in Sasi (The Celt, the Roman and the Saxon) (1852; 4. izdaja, 1885)
- Zgodovina Fulke Fitz Warine (History of Fulke Fitz Warine) (1855);
- de Garlandia, De triumphis ecclesiae (1856, 4to, Klub Roxburghe)
- Slovar starinske in podeželske angleščine (Dictionary of Obsolete and Provincial English) (1857)
- Knjiga seznamov besed (A Volume of Vocabularies) (1857; 2. izdaja, RP Wülcker, 1884, 2. knjigi)
- Les Cent Nouvelles nouvelles (Pariz, 1858, 2. knjigi)
- Maloryjeva zgodovina Kralja Arturja (Malory's History of King Arthur) (1858, 2. knjigi, izboljšana izdaja 1865)
- Politične pesnitve in pesmi od Edvarda III. do Richarda III. (Political Poems and Songs from Edward III to Richard III) (1859–1861, 2. knjigi; Zbirka »Rolls«)
- Pesmi in balade vladavine Filipa in Marije (Songs and Ballads of the Reign of Philip and Mary) (1860, 4to, Klub Roxburghe)
- Eseji o areheoloških predmetih (Essays on Archaeological Subjects) (1861, 2. knjigi)
- Domače običaji in čustvovanje v Angliji v srednjem veku (Domestic Manners and Sentiments in England in the Middle Ages) (1862, 410, ponatisnjeno 1871 kot Domovi drugih dni (The Homes of other Days))
- Svitki Edvarda I. (Roll of Arms of Edward I) (1864, 4to)
- Avtobiografija Thomasa Wrighta (Autobiography of Thomas Wright) (1736–1797), njegov stari oče (1864)
- Zgodovina karikature (History of Caricature) (1865, 4to)
- Ženski svet v Zahodni Evropi (Womankind in Western Europe) (1869, 4to)
- Angleško latinske porogljive pesnitve 12. stoletja (Anglo-Latin Satirical Poets of 12th Century) (1872, 2. knjigi, Zbirka »Rolls«).